# ژنیا هاروتیونیان
ژنیا (یوگنیا) آرمناکی هاروتیونیان (ارمنی: Ժենյա (Եվգենիա) Արմենակի Հարությունյան؛ انگلیسی: Zhenya Harutyunyan؛ زاده ۱۹ فوریهٔ ۱۹۲۰ - درگذشته ۷ سپتامبر ۲۰۰۶) نقاش اهل ارمنستان بود.

## زندگی‌نامه
وی در ۱۹ فوریهٔ ۱۹۲۰ در ایروان به دنیا آمد و از کالج دولتی هنرهای زیبای پانوس ترلمزیان (۱۹۳۹) فارغ‌التحصیل شد. وی از سال ۱۹۴۲ عضو اتحادیه نقاشان ارمنستان بود.  وی در ۷ سپتامبر ۲۰۰۶ در سن ۸۶ سالگی در ایروان درگذشت.